# 臨江市
臨江市（りんこう-し）は中華人民共和国吉林省白山市に位置する県級市。

## 歴史
1902年（光緒28年）、清朝により設置された臨江県を前身とする。1960年に渾江市に編入されたが、1992年に再設置、1993年に県級市に昇格し臨江市と改称されて現在に至る。

## 行政区画
6街道、6鎮、1郷を管轄：
- 街道弁事処：建国街道、新市街道、興隆街道、大湖街道、森工街道、大栗子街道
- 鎮：樺樹鎮、六道溝鎮、葦沙河鎮、花山鎮、鬧枝鎮、四道溝鎮
- 郷：螞蟻河郷

## 交通

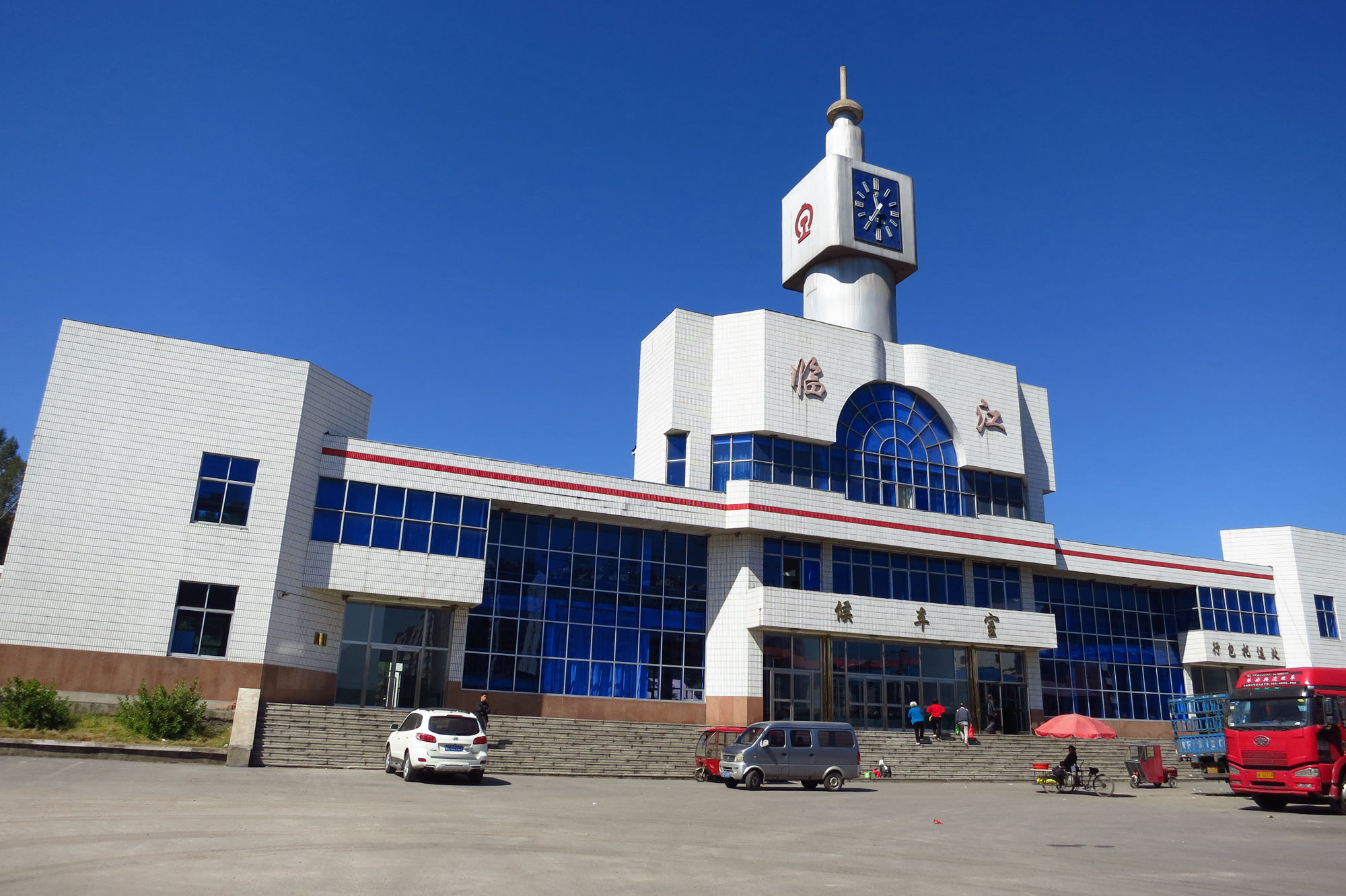
臨江駅

### 鉄道
- 中国国家鉄路集団
  - 鴨大線（中国語版）
    - 臨江駅

### 道路
- 国道
  -  G222国道（中国語版）
  -  G331国道
- 臨江鴨緑江大橋